# مذابح الحرب الأهلية الروسية
كانت مذابح الحرب الأهلية الروسية موجة من عمليات القتل الجماعي التي تعرض لها المدنيون اليهود في أوكرانيا خلال الحرب الأهلية الروسية. وقعت 1,500 مذبحة في أكثر من 1,300 منطقة بين عامي 1918 - 1920، قُتل فيها ما بين 50,000 و250,000 يهودي. ارتُكبت عمليات القتل على يد القوات المسلحة المسيّرة في أوكرانيا بجميع وحداتها، ولا سيما الجيش الشعبي الأوكراني والقوات المسلحة لجنوب روسيا. تشير التقديرات إلى أن أكثر من مليون شخص تعرض لخسائر مادية وتيتم من 50,000 إلى 300,000 طفل وأُخرج نصف مليون آخرين من منازلهم أو هجروها بأنفسهم.

## نبذة تاريخية
منذ عام 1791، سُمح لليهود القاطنين في كنف الإمبراطورية الروسية بالسكن بشكل شبه حصري في نطاق الاستيطان، الواقع في الجزء الغربي من البلاد. صدر أيضًا قرار بمنع تولي المناصب العامة والحكومية. حدثت موجات واسعة من المذابح في أعوام 1881 - 1884 و1903 - 1906.
قاتل نحو نصف مليون يهودي في الجيش الإمبراطوري الروسي خلال الحرب العالمية الأولى. ومع ذلك، كانت القيادة الروسية للجيش متحيزة ضد اليهود. كان ضباط الأكاديمية مقتنعين بأن اليهود قوضوا قوة القيصر، وذمّوهم لعدم رؤيتهم الله في يسوع الناصري وعاملوهم على أنهم أجانب. أثناء الحرب، ألقى الكثير من السكان الروس باللوم على اليهود في التسبب بنقص الغذاء وتضخم الأسعار، أو لنشر الشائعات حول قلة الأسلحة، على الرغم من كونه أحد الأسرار العامة الأكثر شهرة. ومما زاد الموقف تعقيدًا تأسيس «اللجنة الألمانية لتحرير اليهود الروس» في ألمانيا، التي رأى مؤسسوها في الحرب ضد روسيا وسيلةً لتحرير اليهود الروس من الاستبداد القيصري.
أثناء انسحاب القوات الروسية في عام 1915 من كونغرس بولندا، تحت ضغط القوى المركزية، رحّلت القيادة العسكرية 250,000 يهودي إلى الداخل الروسي. انضم إليهم 350,000 لاجئ آخر. نُهبت ممتلكاتهم مرارًا وتكرارًا. لم يحصل الوافدون إلى المقر الجديد على ضمان قانوني.
كان العامل الذي أضعف قدرة اليهود بشدة على الدفاع عن أنفسهم، عدم وجود دولة خاصة بهم، ولا سيما غياب الجيش. وجد اليهود أنفسهم على جوانب مختلفة من الجبهة خلال الحرب العالمية الأولى، نتيجة تشتتهم في العديد من البلدان وتقسيم القوات خلال هذه الحرب. أيًا كان طرف النزاع، اتُهموا جماعيًا بتفضيل العدو، بما في ذلك التجسس لصالح جيش الخصم. وعادةً ما شُنق المشتبه بهم دون محاكمة. وفقًا للمؤرخ بيتر كينز، تبين أن معظم اتهامات الانشقاق أو التجسس كاذبة ولكن بعد تنفيذ حكم الإعدام. تسببت أجواءٌ متصاعدة بحدتها من معاداة السامية في اندلاع المذابح في ستانيسلافيف وتشيرنوفتسي وتارنوبل أثناء انسحاب القوات الروسية من المنطقة.
بعد الإطاحة بحكم القيصر، ألغت حكومة ألكسندر كيرينسكي المؤقتة في 2 أبريل 1917 «نطاق الاستيطان» وألغت القيود المفروضة على الأقليات القومية والدينية. لم تساهم هذه القرارات بازدهار الحياة الثقافية والسياسية اليهودية فحسب، بل أدت أيضًا إلى دعم حكومة كيرينسكي بحماس من قِبل العديد من اليهود. كانت الصهيونية في ذلك الوقت أكثر حركة سياسية تتلقى الدعم والتأييد، إذ بلغ عدد أعضائها 300,000. وضمت الجبهة العمالية اليهودية العامة في عام 1917، 34,000 نصيرًا. وفي الوقت نفسه، لم تتلق الشيوعية تأييدًا كبيرًا: أظهر إحصاء الحزب الشيوعي لعام 1922 أن عدد أعضاءه من الأصل اليهودي قبل عام 1917 كان 958 عضوًا فقط. لم يكن لدى اليهود الروس بمعظمهم أي سبب لدعم الشيوعية: كانت حكومة كيرينسكي، التي منحتهم المساواة ونظرت بإيجابية إلى تطورهم الثقافي، ترضيهم تمامًا، وكانت الشيوعية بصفتها إيديولوجية إلحادية معارضة للمشاريع الخاصة، ضد اليهودية وضد سبل عيش العديد من اليهود.

## أولى المذابح الكبرى (1917 - 1918)
مع بداية الحرب الأهلية الروسية، حصلت القوات المسلحة غير النظامية على كميات كبيرة من الأسلحة. أصبح اليهود هدفًا خاصًا للهجمات، نتيجة ضعف السلطة المدنية وانهيار الروابط التقليدية. انتشرت أكاذيب معادية للسامية بكثرة، مثل الاعتقاد بوجود مؤامرة يهودية دولية.
كانت زعزعة الاستقرار الداخلي في روسيا نتيجة مباشرة لثورة أكتوبر. بين نوفمبر وديسمبر، شهدت 60 مدينة مذابح ضد السامية، كان من بينها بندر وتيراسبول وخاركيف وكييف وفيتبسك. أسفرت الترقية غير المتوقعة للشيوعيين اليهود إلى مناصب بارزة داخل الحكومة السوفيتية عن تضخم للمشاعر المعادية للسامية. في المناطق التي يشكل فيها السكان اليهود الأغلبية، ساهم تمثيلهم الواضح في السلطات بزيادة الاستياء بين السكان غير اليهود. في المقابل، رأى الشيوعيون أن المجتمع اليهودي كالبرجوازية، الطبقة التي قاتلوا ضدها. ارتكب الجيش الأحمر أثناء انسحابه من مقاطعة تشيرنيغيف في ربيع عام 1918، بدافع «القتال ضد البرجوازية»، مذابح ضد اليهود، بما في ذلك في تشيرنيغيف وغلوخيف، حيث قُتل نحو 400 يهودي في غضون يومين.
في يناير 1918، أصدر المجلس المركزي الأوكراني إعلان استقلال جمهورية أوكرانيا الشعبية. استقر أكبر عدد من اليهود في أوكرانيا (1.6 مليون من أصل 2.6 مليون)، فوق الأراضي التي أصبحت فيما بعد جزءًا من الاتحاد السوفيتي. عارضت الجبهة العمالية اليهودية العامة، التي دعمت الحكم الذاتي الأوكراني، الانفصال عن روسيا هذه المرة. امتنعت الأحزاب الاشتراكية الأخرى عن التصويت. كانت الحركة الوطنية الأوكرانية حانقة إزاء نقص الدعم.
وبحلول منتصف الشهر، وقعت مذابح في براتسلاف، مصحوبة بالنهب والحرق العمد. وتباعًا، في 20 يناير، قُتل أكثر من 100 يهودي ونُهبت المتاجر اليهودية في كييف خلال المعارك الدائرة بين القوات الأوكرانية والسوفيتية.
في أبريل 1918، نتيجة انقلاب متفق عليه مع القوى المركزية، استولى القائد العسكري بافلو سكوروبادسكي على السلطة وأسس الدولة الأوكرانية. في ذلك الوقت، أصدرت السلطات تصريحات اتهمت اليهود بشكل جماعي بنشرهم مشاعر معادية للألمان والمشاركة في السوق السوداء. في مارس 1918 في كييف، أثناء استيلاء القوات الأوكرانية الألمانية على المدينة، أسر الهايداماك، من فوج مشاة هايداماتسكي الثالث، أفرادًا من اليهود وقتلوهم بالرصاص. وقعت أيضًا جرائم قتل في كريمنشوك وغوغوليفا.
في نوفمبر 1918، اندلعت الحرب البولندية الأوكرانية. في 21 نوفمبر، استلمت القوات البولندية بقيادة تشيسلاو موسينسكي زمام الأمور من الجيش الأوكراني الغاليسي في لفيف. في اليوم التالي، شن بعض الجنود والمدنيين والمتطوعين في الميليشيات مذبحة ضد السكان اليهود والأوكرانيين. بعد ثلاثة أيام من عمليات العنف، قُتل ما بين 52 و150 يهوديًا، وأُصيب نحو 450، ونُهب نحو 500 منزل ومتجر. نفذت قوات الجنرال جوزيف هالر مذابح في سامبير وغورودوك.
إجمالًا، خلال عامي 1917 و1918، ارتُكبت 90 مذبحة، حدثت معظمها بين أغسطس وأكتوبر من عام 1917 وبين مارس ومايو من عام 1918.